# Antoni Pascual i Bou
Antoni Pascual i Bou (Artés, 1965-) es un escritor  español en lengua catalana que firma sus obras como Toni Pascual. Ganó el Premio Sant Jordi de Novela de 1982 con la novela Christian, que el autor escribió con diecisiete años. La concesión del premio fue objeto de cierta polémica. Christian explica una semana en la vida de un estudiante universitario, al poco de haber marchado de casa de sus padres y de haberse instalado solo en un piso, decidido a vivir absolutamente en el margen de los valores y de las normas de conducta de la comunidad.
Antoni Pascual estudió filología anglo-germánica en la Universidad de Barcelona. El 2005 presentó la tesis doctoral Tristram Shandy and the decline of the logos. Ha ejercido de traductor con Cuentos de invierno de Isak Dinesen (1986), Howards End de E. M. Forster (1988) y Chatterton de Peter Ackroyd (1989).

## Obras
- Autoretrat (1981), premio de poesia Martí Dot de Sant Feliu de Llobregat
- Arrelo en el misteri de la pedra (1982), finalista del premio Recull de Blanes
- Christian. Enciclopèdia Catalana, 1983. Premi Sant Jordi 1982.
- La febre. Edicions 62, 1985.[3]